# أحمد حسان
أحمد حسان لاعب نادي الرفاع البحريني لكرة القدم بدء اللعب مع نادي الرفاع منذ الصغر وبرز من خلال مشاركته مع منتخب البحرين الوطني خلال بطولة كأس العرب التي اقيمت في الكويت سنة 2001 م وكان فيها هداف البطولة.